# 호무토프구

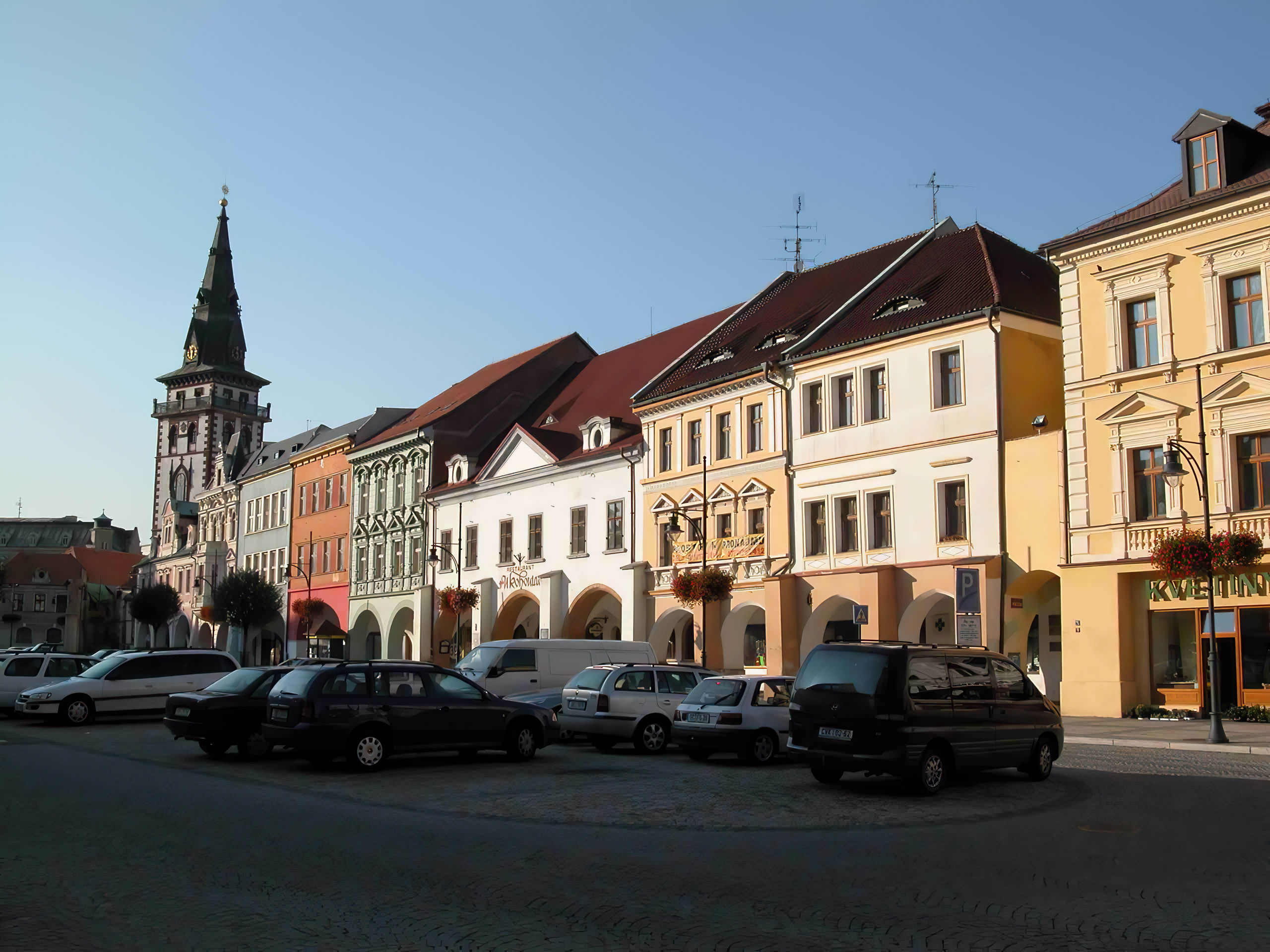
호무토프구의 행정 중심지인 호무토프

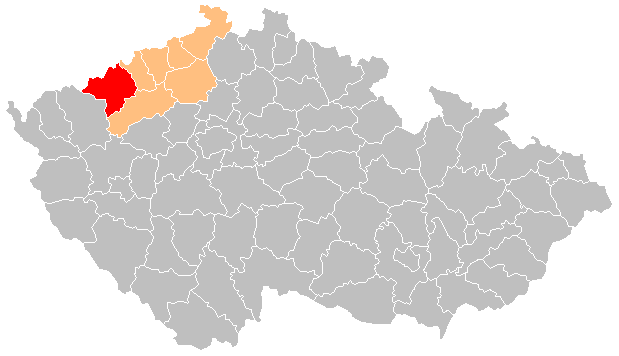
호무토프구의 위치

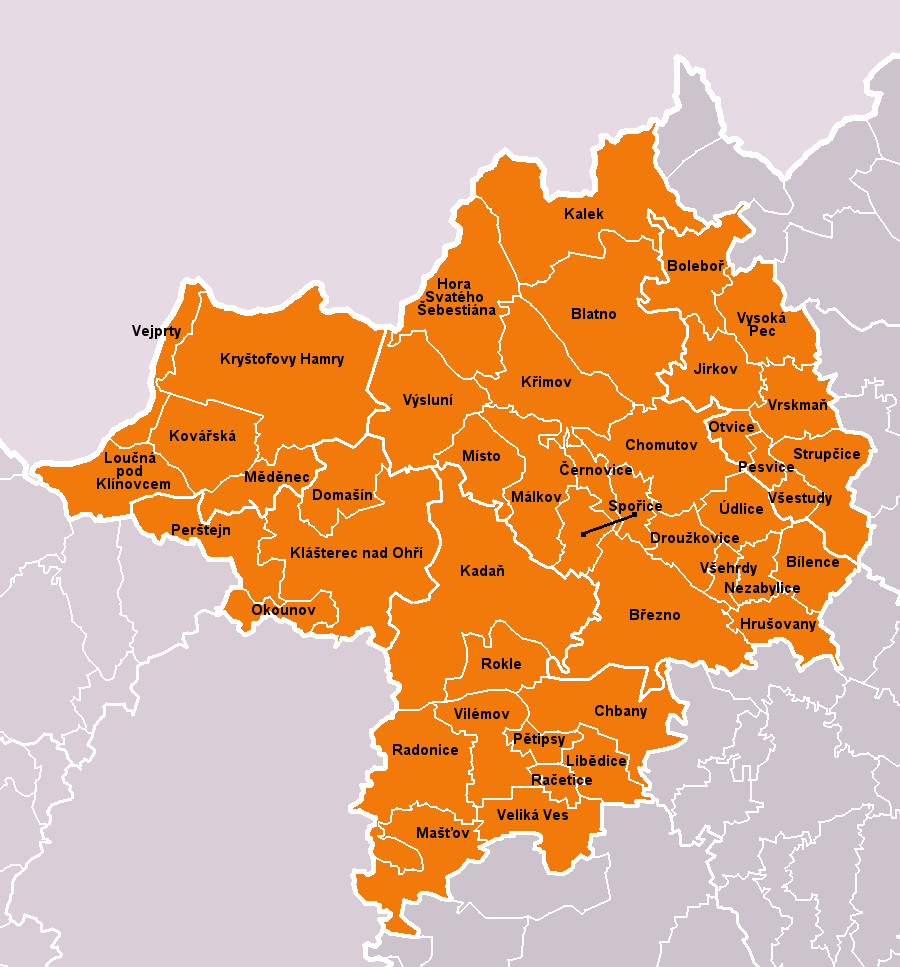
호무토프구가 관할하는 지방 자치체

호무토프구(체코어: Okres Chomutov)는 체코 우스티주를 구성하는 7개 구 가운데 하나로 행정 중심지는 호무토프이며 면적은 935.3km2, 인구는 124,751명(2019년 1월 1일 기준), 인구 밀도는 130명/km2이다.
우스티주 서부에 위치하며 44개 지방 자치체(9개 시, 35개 마을)를 관할한다. 우스티주 모스트구, 로우니구, 카를로비바리주 카를로비바리구와 접하며 북서쪽으로는 독일과 국경을 접한다.